# 광안리 대첩

2009년 8월 7일 열린 신한은행 프로리그 08,09 결승전 경기의 모습

2004년부터 광안리 해수욕장 백사장에서는 매년 한차례씩 스타크래프트 프로리그의 결승 경기가 열리고 있는데, 이 때문에 광안리 해수욕장은 ‘E-스포츠의 성지’라고도 불린다. E스포츠 마니아 층과 게임 전문 언론 사이에서는 '광안리에서 계속 열리는 중요한 결승전 경기'라고 하여 광안리 대첩 이라고도 불린다.
2009년부터는 부산바다축제와 연계되어 개최된 ‘2009 부산 e스포츠페스티벌’의 일환으로 스페셜포스 프로리그의 결승전 경기도 함께 개최되어, 스타크래프트 프로리그와 함께 총 3일간 E-스포츠 경기를 개최하게 되었다.
 3일간 경기를 관람한 총 관중 수는 경찰 추산으로 10만 명이나 이는 정확한 수치가 아니다.

## 1차 광안리 대첩(2004년7월 17일)
2004년에 열린 스카이 프로리그 2004 1라운드 결승전 경기를 말하며, 한빛 스타즈 VS SKT T1  경기로 치러졌다. 같은 날 사직 야구장에서 열린 프로야구 올스타전 관중 1만 5천명을 훨씬 압도하는 10만관중이 몰려 국내는 물론, 세계적으로 E-스포츠의 위상을 크게 보여주었다. 경기 결과 4:3로 한빛 스타즈가 우승했다. 입장 관객수는 약 10만명(추산).

## 2차 광안리 대첩(2005년7월 30일)
2005년에 열린 스카이 프로리그 2005 전기리그 결승전 경기를 말하며 SKT T1 VS KTF 매직엔스의 경기가 치러졌다. 경기 결과 SKT T1이 4:1로 우승했다. 입장 관객수는 약 12만 명(추산). 그러나 당시 관람객들의 의견에 따르면 2004년에 비해 관람객수가 상당히 적어서 언론이 과장한 게 아니냐는 논란이 불거져 이때부터 E-스포츠의 흥행에 대한 언론논쟁이 시작되었다.

## 3차 광안리 대첩(2006년7월 29일)
2006년에 열린 스카이 프로리그 2006 전기리그 결승전 경기를 말하며, SKT T1 VS MBC GAME HERO의 경기가 치러졌다. 경기 결과 SKT T1이 4:1로 우승했으며, 이로써 SKT T1은 팀 통산 시즌 4관왕(오버 트리플 크라운)을 달성하게 되었다. 또한 이날 갑작스런 폭우로인해 큰 흥행을 얻지못했다. 입장 관객수는 약 5만명 전후(추산).

## 4차 광안리 대첩(2007년8월 4일)
2007년에 열린 신한은행 프로리그 2007 전기리그 결승전 경기를 말하며, 삼성전자 칸 VS 르까프 OZ의 경기가 치러졌다. 경기 결과 4:0로 삼성전자 칸이 우승했다. 입장관객수는 약 7만명 전후(추산).

## 5차 광안리 대첩(2008년8월 9일)
2008년에 열린 신한은행 프로리그 2008 결승전 경기를 말하며, 삼성전자 칸 VS 온게임넷 스파키즈의 경기가 치러졌다. 경기 결과는 4:1로 삼성전자 칸이 우승했다. 한편, 한국 e스포츠협회 집계에 의하면 이 날 결승 경기에는 약 3만명의 관중이 경기를 지켜봤으며, 이는 과거 10만명을 육박하던 관중 수의 반도 채 되지 않는 것이었다. 이로 인해 E-스포츠에 대한 열기가 서서히 식고 있다는 의견이 설득력을 얻게 되었다.

## 6차 광안리 대첩(2009년8월 7일~8월 8일)
신한은행 프로리그 08,09 결승전 경기를 말하며 다전제 방식으로 진행되어 이틀에 걸쳐 경기를 진행했다, SKT T1 VS 화승 OZ의 경기가 치러 졌으며, 경기결과는 1차전 4:0, 2차전 4:3으로 SK텔레콤 T1이 우승했다.
한편 경찰 추산에 의하면 1차전에서는 1만 5천명, 2차전에서는 4만명의 관람객이 경기를 관람했다.
하지만 결승 1차전이 있었던 7일에는 모래사장에 준비한 좌석 1만석을 단 한번도 채우지 못한 것으로 알려져 실제로 1차전을 관람한 관중수는 5~8천여명으로 추산된다는 분석도 있다.

## 7차 광안리 대첩(2010년8월 7일)
신한은행 프로리그 09-10 결승전 경기를 말한다. KT 롤스터가 정규 시즌 우승과 동시에 광안리 진출을 확정지었으며, 상대로는 6강에서 CJ 엔투스, 준 플레이 오프에서 위메이드 폭스 그리고 플레이 오프에서 STX SouL을 꺾고 올라온 SK 텔레콤 T1과 8월 7일에 결승전을 치렀다. 이는 2차 광안리 대첩이였던 2005년 전기리그 이후 5년 만에 통신 맞수가 광안리에서 다시 맞붙는 것이다.
결과는 KT롤스터가 프로토스 라인(우정호, 김대엽, 박재영)과 이영호의 활약으로 SK텔레콤 T1을 4:2로 꺾으면서 창단이후 처음으로 프로리그 정상에 등극하였다 특히 신한은행 위너스리그 09-10과 정규시즌까지 우승하면서 연간단일리그체제로 바뀐이후 처음으로 통합우승을 차지하게 되었다.
경기 후 광안리 해수욕장에 버려진 쓰레기가 다음날 MBC 뉴스데스크에 보도되어 화제가 되기도 하였다.